# Benjámin, az elefánt
A Benjámin, az elefánt (eredeti címén Benjamin Blümchen) német televíziós rajzfilmsorozat. A Kiddinx készítette. Németországban 2002 és 2003 között a ZDF vetítette.

## Szereplők
- Benjámin, az elefánt (eredeti hangja: Jürgen Kluckert, magyar hangja: Koroknay Géza) – A sorozat főszereplője egy jószívű szürke elefánt, aki minden bajt megold.
- Ottó (eredeti hangja: Katja Primel, magyar hangja: Baráth István) – Egy kisfiú, aki Benjámin legjobb barátja.
- Gulliver (eredeti hangja: Wolfgang Ziffer, magyar hangja: Szokol Péter) – Egy holló, aki eseményre figyelmes, de néha csetlik-botlik. Folyton azon igyekszik, hogy ő legyen a középpontban.
- Kíváncsi Klára (eredeti hangja: Gisela Fritsch, magyar hangja: Németh Kriszta) – Benjámin és Ottó legjobb barátja, aki újságíró és riporter.
- Igazgató úr (eredeti hangja: Eric Vaessen, magyar hangja: Makay Sándor) – Benjánim gazdája és az állatkert igazgatója.
- Polgármester (eredeti hangja: Heinz Giese, magyar hangja: Csurka László) – A város rosszindulatú polgármestere.
- Ficsur (eredeti hangja: Wilfried Herbst, magyar hangja: Wohlmuth István) – A polgármester segítője és szolgája.
- Karl (eredeti hangja: Till C. Hagen, magyar hangja: Bartucz Attila) – Az állatkert takarítója.
- Báró (eredeti hangja: Friedrich G. Beckhaus, magyar hangja: Orosz István) – A város leggazdagabb ura.

## Epizódok

### Első évad
| Magyar cím                           | Eredeti cím                                |
| ------------------------------------ | ------------------------------------------ |
| 1. Az állatkerti fesztivál           | Das Zoofest                                |
| 2. Benjámin, az állatorvos           | Benjamin Blümchen als Tierarzt             |
| 3. Benjámin, a szélelefánt           | Benjamin Blümchen als Wetterelefant        |
| 4. Benjámin, az erdőőr               | Benjamin Blümchen als Förster              |
| 5. A kis szökevény                   | Der kleine Ausreisser                      |
| 6. A szellem                         | Benjamin Blümchen als Gespenst             |
| 7. A kis víziló                      | Das Nilpferdbaby                           |
| 8. A világítótorony őre              | Benjamin Blümchen als Leuchtturmwärter     |
| 9. A fehér orrszarvú                 | Das weisse Nashorn                         |
| 10. A kis szellemek                  | Die Gespensterkinder                       |
| 11. A banántolvaj                    | Der Bananendieb                            |
| 12. A rózsaszín autó                 | Das rosarote Auto                          |
| 13. Benjámin, a hódok megmentője     | Benjamin Blümchen rettet die Biber         |
| 14. A csodavirág                     | Die Wunderblume                            |
| 15. A mókusbanda                     | Die Eichhörnchenbande                      |
| 16. Benjámin, a kertész              | Benjamin Blümchen als Gärtner              |
| 17. Benjámin és a kék elefánt        | Benjamin Blümchen und die blauen Elefanten |
| 18. A simogató állatkert             | Der Streichelzoo                           |
| 19. Benjámin és a jegesmedve kölykök | Benjamin Blümchen und die Eisbär-Babys     |
| 20. A Szivárvány Fesztivál           | Das Regenbogenfest                         |
| 21. Az aranytojás                    | Das goldene Ei                             |
| 22. Benjámin és a kiskutya           | Benjamin Blümchen und der kleine Hund      |
| 23. A kis bálna                      | Das Walbaby                                |
| 24. Benjámin kórházba kerül          | Benjamin Blümchen im Krankenhaus           |
| 25. Benjámin és a szellemvasút       | Benjamin Blümchen und die Geisterbahn      |
| 26. A cowboy                         | Benjamin Blümchen als Cowboy               |

### Második évad
| Magyar cím                    | Eredeti cím                            |
| ----------------------------- | -------------------------------------- |
| 27. Benjámin születésnapja    | Benjamin Blümchen hat Geburtstag       |
| 28. Az éjjeliőr               | Benjamin Blümchen als Nachtwächter     |
| 29. Benjámin, a bébicsősz     | Benjamin Blümchen als Babysitter       |
| 30. Benjámin és Labdás Lali   | Benjamin Blümchen und Billi Ballo      |
| 31. A kis szellem             | Der kleine Flaschengeist               |
| 32. A fekete macska           | Der schwarze Kater                     |
| 33. A bűvész cirkusz          | Benjamin Blümchen und der Zauberzirkus |
| 34. Benjámin kincset talál    | Benjamin Blümchen findet einen Schatz  |
| 35. Hová lett a gorilla?      | Der Gorilla ist weg                    |
| 36. Kincs a malomban          | Der Schatz in der Mühle                |
| 37. Az ugráló vár             | Benjamin Blümchen und die Hüpfburg     |
| 38. Benjámin a gyermekorvos   | Benjamin Blümchen und der Kinderarzt   |
| 39. A kis teknősök            | Die kleinen Schildkröten               |
| 40. Benjámin, a szuperelefánt | Benjamin Blümchen als Superelefant     |
| 41. Benjámin és a mormoták    | Benjamin Blümchen und die Murmeltiere  |
| 42. A titkos folyosó          | Der Geheimgang                         |
| 43. Benjámin, a masiniszta    | Benjamin Blümchen als Lokomotivführer  |
| 44. Mosó Maca barátja         | Ein Freund für Winni Waschbär          |
| 45. Sarkköri utazás           | Benjamin Blümchen im Eismeer           |
| 46. Az eperfagyi-robot        | Der Erdbeereis-Roboter                 |
| 47. A zsiráf-ház              | Das Giraffenhaus                       |
| 48. A lámpás felvonulás       | Das Laternenfest                       |
| 49. Benjámin Indiába utazik   | Benjamin Blümchen in Indien            |
| 50. Benjámin szerelmes lesz   | Benjamin Blümchen verliebt sich        |
| 51. Sarkköri kaland           | Benjamin Blümchen bei den Eskimos      |
| 52. Tolvajok az állatkertben  | Diebstahl im Zoo                       |